# Melanostoma keiseri
Melanostoma keiseri är en tvåvingeart som beskrevs av Dirickx 2001. Melanostoma keiseri ingår i släktet gräsblomflugor, och familjen blomflugor.
Artens utbredningsområde är Madagaskar. Inga underarter finns listade i Catalogue of Life.